# Janet Parker
Janet Parker (ur. 1938, zm. 11 września 1978) – ostatnia znana śmiertelna ofiara ospy prawdziwej. Janet pracowała jako fotograf medyczny w Uniwersytecie Medycznym w Birmingham. Zmarła po zakażeniu wirusem ospy prawdziwej hodowanym w laboratorium znajdującego się piętro niżej od wydziału anatomii.

## Konsekwencje śmierci
Z powodu tego wypadku samobójstwo popełnił prof. Henry Bedson – rektor wydziału mikrobiologii.
Oficjalne rządowe śledztwo po śmierci Janet Parker prowadził prof. R. A. Shooter, którego sprawozdanie poddane było debacie w brytyjskim parlamencie. Doprowadziło ono do ogromnych zmian w polityce używania niebezpiecznych patogenów w nauce. Uniwersytet został oskarżony, a następnie oczyszczony z zarzutu złamania zasad BHP.

## Janet Parker w kulturze
Przypadek Janet Parker został przytoczony w 7 odcinku 7 sezonu serialu Dr House.